# Mesa giratoria (ferrocarril)

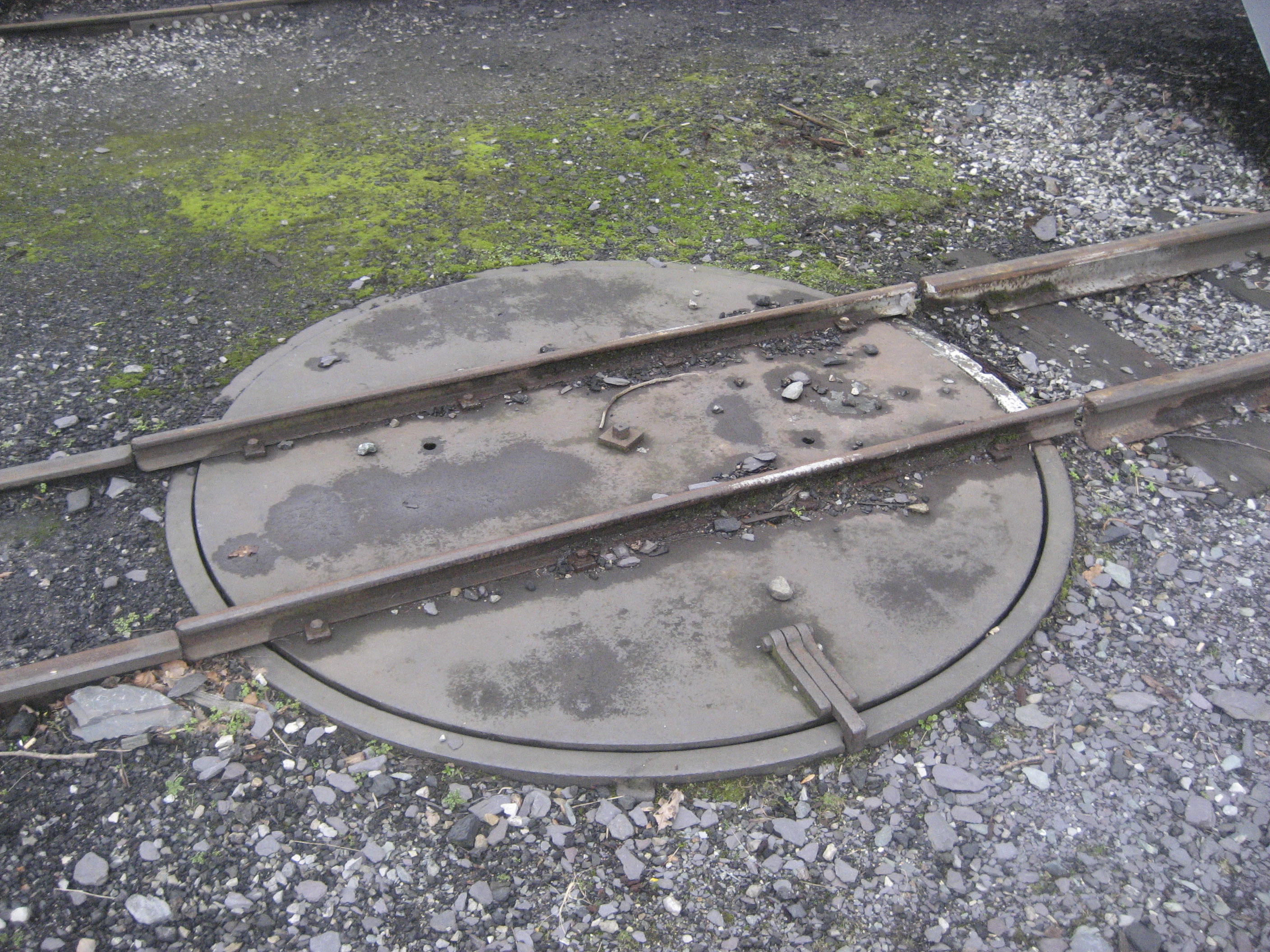
Mesa giratoria en el National Slate Museum en una vía de 610 mm.

Una mesa giratoria (también conocida como placa giratoria en España) es un dispositivo para girar el material rodante, usualmente locomotoras, para que puedan retroceder en la dirección de donde vinieron. Esto es especialmente útil en áreas donde por cuestiones económicas o falta de espacio es inviable la construcción de un desvío en triángulo para el cambio de dirección. 
En el caso de las locomotoras de vapor es necesario una forma de dar la vuelta para el viaje de regreso ya que sus controles a menudo no están configurados para circular marcha atrás por períodos prolongados y, además, muchas locomotoras tienen una velocidad máxima menor en reversa. En el caso de las locomotoras diésel, aunque muchas pueden ser operadas en cualquier dirección, se las trata como si tuvieran "frente" y "cola" (a menudo usando la posición de la cabina de la tripulación como referencia). Cuando operan como una unidad simple, la compañía ferroviaria a menudo prefiere, o requiere, que la locomotora diésel opere con el "frente" hacia delante. Cuando la locomotora es operada como una unidad múltiple, a menudo son ubicadas de tal forma que los frentes queden en los extremos, de tal forma que, sin importar en que dirección opere, siempre hay un frente hacia adelante. 
Las mesas giratorias son también usadas para girar los coches de observación de modo que el salón con ventanas quede siempre mirando hacia la parte trasera del tren.

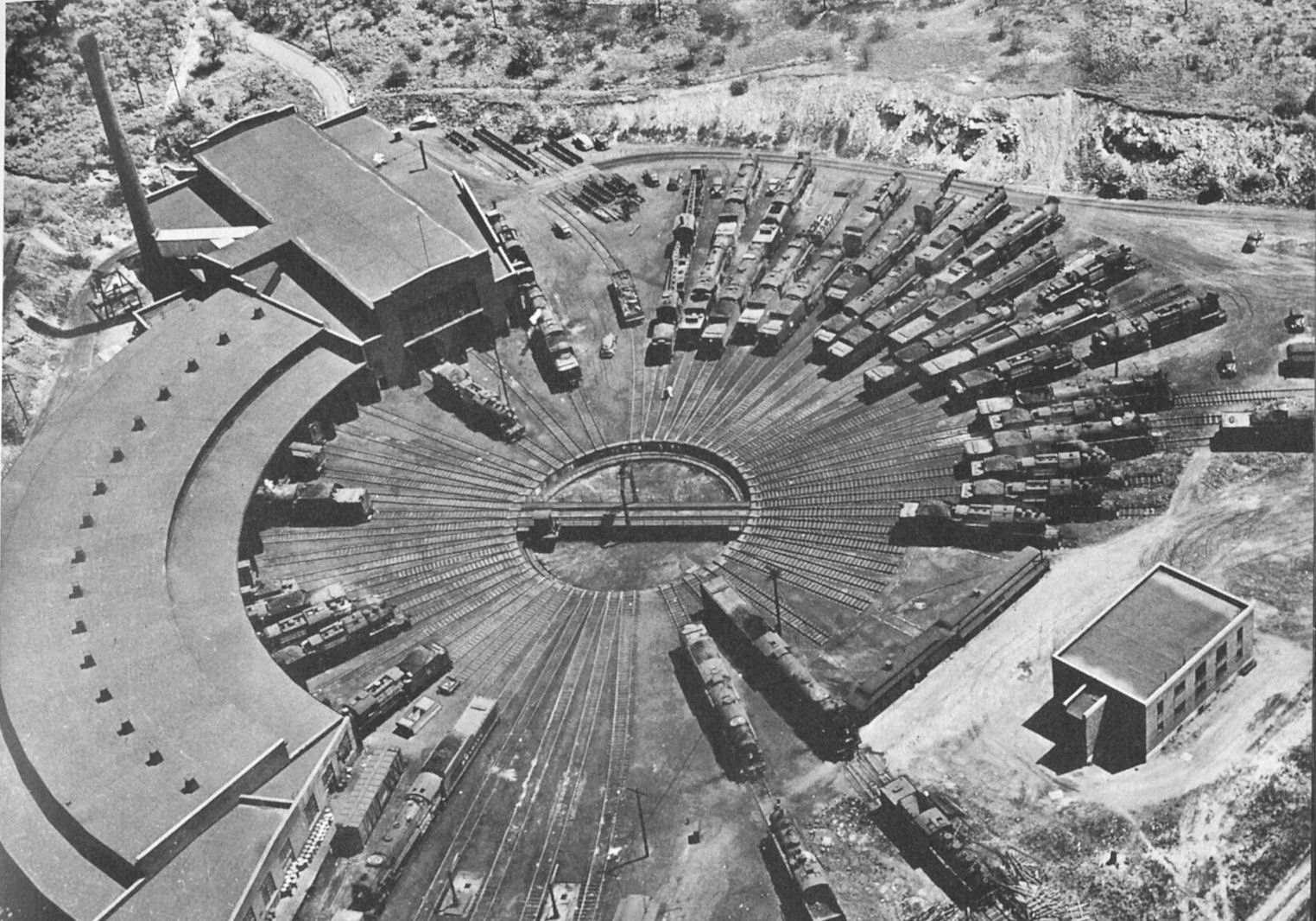
Una mesa giratoria en el Central Railroad of New Jersey, 1961.

Las mesas giratorias no sólo se emplean para dar una vuelta completa a una máquina, sino también para orientarla correctamente cuando entra a un taller para mantenimiento, ya que en este tipo de instalaciones, suele haber una única vía de entrada y varios puestos de trabajo dentro del taller. Generalmente dichos talleres tienen una forma circular.

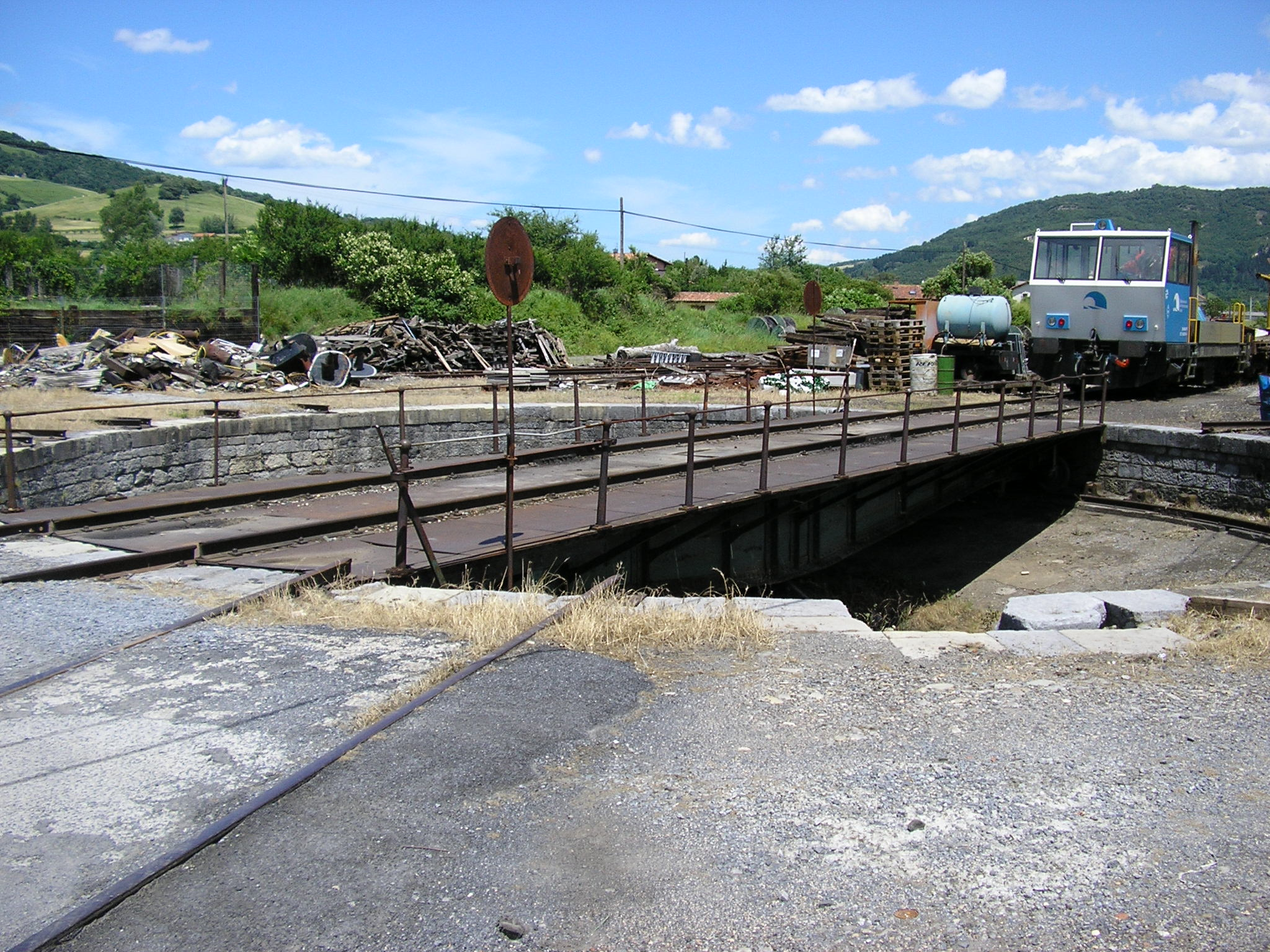
Placa o mesa giratoria en la estación ferroviaria de Orduña, provincia de Vizcaya, España

Los controles de las mesas giratorias solían ser eléctricos, pero en algunas antiguas se disponía de un accionamiento manual mediante un manubrio y un engranaje reductor.
Las rotondas ferroviarias y sus mesas giratorias están siendo abandonadas en todo el mundo, siendo mayormente piezas de museo. Generalmente, se construye una playa de vías convencional para entrar al taller, o bien se dispone de un moderno carro transportador que mueve el material en dirección perpendicular a la vía de entrada.